# والتر بيرلي غريفين
والتر بيرلي غريفين (بالإنجليزية: Walter Burley Griffin)‏ هو مهندس معماري ومهندس المناظر الطبيعية أمريكي، ولد في 24 نوفمبر 1876 في مايوود في الولايات المتحدة، وتوفي في 11 فبراير 1937 في لكناو في الهند بسبب التهاب البريتون.

## وصلات خارجية
- والتر بيرلي غريفين على موقع الموسوعة البريطانية (الإنجليزية)